# Akademickie Koło Przewodników Górskich

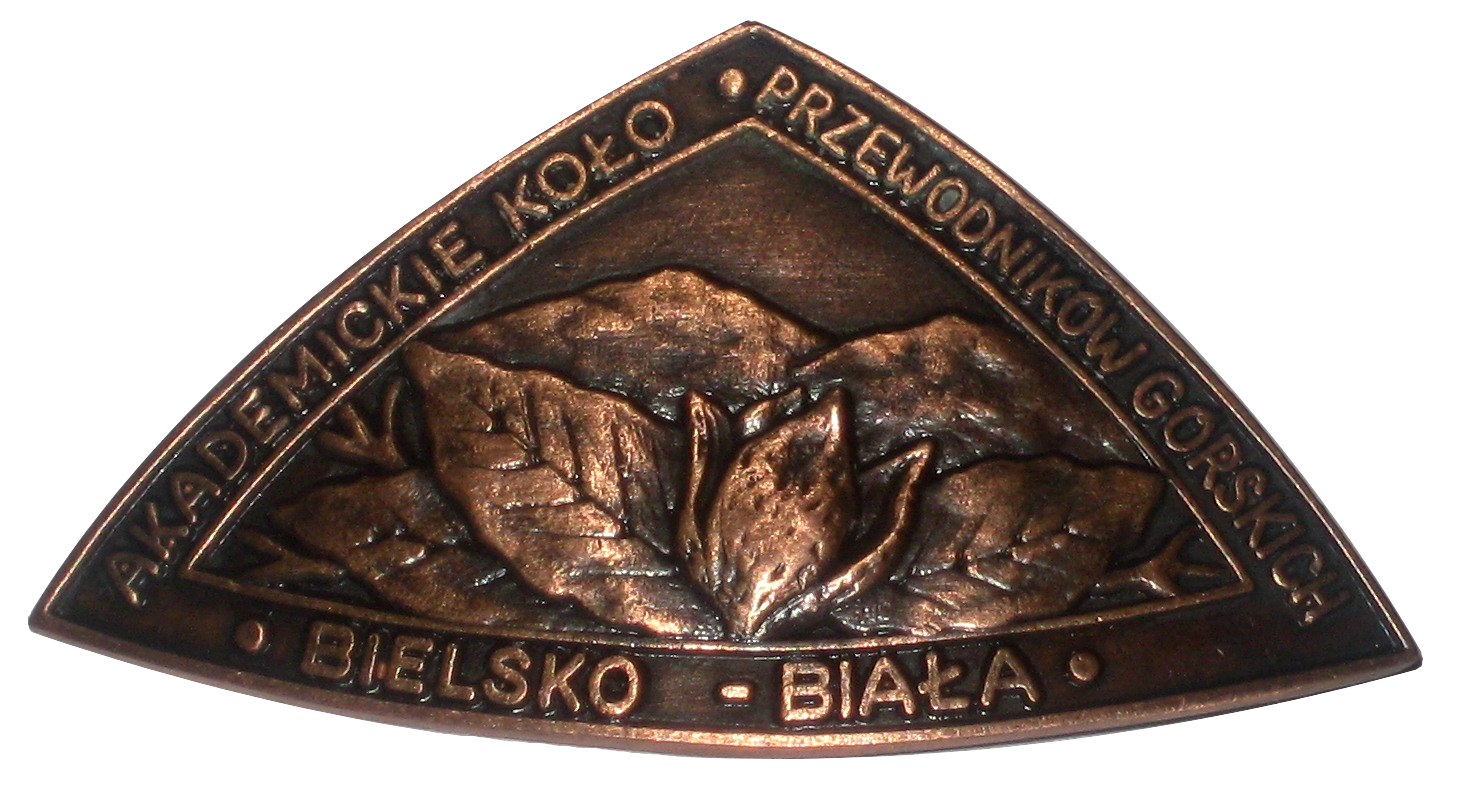
blacha AKPG

Akademickie Koło Przewodników Górskich w Bielsku-Białej swoją działalność rozpoczęło 20 maja 1993. Powstało ono z Sekcji Przewodników Górskich PTTK w Bielsku-Białej (z 1992). Koło zrzesza przewodników z Bielska-Białej i okolic, a także prowadzi kursy przewodnickie i organizuje liczne wyjazdy turystyczne. W styczniu 2015 r. w kole zarejestrowanych było 121 członków, w tym 10 członków honorowych oraz 10 członków seniorów.
Odznaka Koła, o trójkątnym kształcie, przedstawia motyw pękającej bukwi z Babią Górą w tle. Członkowie AKPG noszą czerwone polary z białym paskiem na lewym rękawie. 
Aktualne władze Koła:
- prezes – Franciszek Wawrzuta
- wiceprezes ds. organizacyjnych – Tomasz Zalot
- wiceprezes ds. szkoleniowych – Leszek Sadowski
- sekretarz – Witold Mackiewicz
- skarbnik – Jarosław Farana